# 天主教蒙特普爾恰諾-丘西-皮恩扎教區
天主教蒙特普爾恰諾-丘西-皮恩扎教區（拉丁語：Dioecesis Montis Politiani-Clusina-Pientina）是天主教會在義大利的一個教區。屬錫耶納-埃爾薩谷口村-蒙塔爾奇諾總教區。

## 歷史
丘西教區成立於3世紀，第一位有文獻記載的主教出現於322年。自1459年4月23日歸錫耶納管轄。
蒙特普爾恰諾聖母升天堂的總鐸在1400年獲教宗升為隱修院院長，並獲准佩帶禮冠和牧杖。1480年脫離了阿雷佐教區管轄，直屬聖座。1561年11月10日升為教區，直屬聖座。
皮恩扎教區成立於1462年8月13日，原來與蒙特普爾恰諾教區合併並直屬聖座，最終於1594年5月23日正式分離，並於1599年因教區主教逝世而生效。1772年6月15日與丘西教區合併。
1975年10月7日起，三個教區由同一主教牧養。1986年9月30日成立新的教區並易名至今。

## 現況
教區包括錫耶納省南部，教座位於蒙特普爾恰諾。2004年有教友70,100人，佔轄區總人口95.9%。教區下轄四十六個堂區，有七十八名司鐸。現任教區主教為斯德望·馬內蒂。